# Trimyristine
La trimyristine est un triglycéride principalement retrouvé dans les noix de muscade et constitué d'un résidu de glycérol estérifié par trois résidus d'acide myristique, un acide gras saturé en C14. Il s'agit d'un solide jaune gris insoluble dans l'eau mais soluble dans l'éthanol CH3CH2OH, le benzène C6H6, le chloroforme CHCl3, le dichlorométhane CH2Cl2 et l'éther diéthylique CH3CH2OCH2CH3. On trouve de la trimyristine dans la plupart des huiles végétales.
La trimyristine peut être facilement isolée de la poudre de noix de muscade dans la mesure où l'huile de noix de muscade en contient plus de 80 %, tandis que la masse sèche de noix de muscade en poudre en contient environ 20 à 25 %. La séparation de la trimyristine est généralement réalisée par entraînement à la vapeur tandis que la purification est réalisée à partir de l'extraction par l'éther diéthylique suivie d'une autre distillisation ou d'un traitement par évaporateur rotatif pour en éliminer le solvant volatil. On peut également procéder à l'extraction de la trimyristine par l'éther diéthylique à température ambiante en raison de la grande solubilité de ce composé dans l'éther.